# Antonio Cima
Antonio Cima (Cagliari, 7 giugno 1812 – Udine, 8 novembre 1877) è stato un fisico italiano.

## Biografia
Laureatosi in Medicina a Cagliari, è stato docente di Fisica sperimentale presso l'università del capoluogo sardo dal 1844 al 1851, per trasferirsi poi all'Università di Torino, dove è stato professore sostituto prima di Filosofia positiva (1851-1858) e poi di Fisica, presso la Facoltà di Scienze Matematiche, Fisiche e Naturali.
In seguito è stato preside del Liceo classico Vincenzo Gioberti di Torino e poi provveditore agli studi di Venezia.
Il 4 febbraio 1849 divenne socio dell'Accademia delle scienze di Torino.